# ラモン・ロッソ
ラモン・アントニオ・ロッソ（Ramón Antonio Rosso, 1996年6月9日 - ）は、ドミニカ共和国サントドミンゴ出身のプロ野球選手（投手）。右投右打。現在は、フリーエージェント（FA）。2021年開催の東京オリンピック 野球銅メダリスト。

## 経歴

### プロ入りとスペイン時代
ドミニカ共和国のサントドミンゴでスペイン人の父親とドミニカ人の母親の間に生まれた。
スペインに移住して、2015年にスペインの野球リーグであるディビシオン・デ・オナー・ド・ベイスボルのCBバルセロナでプロデビュー。8試合（うち先発7試合、38.1回）に登板して1勝5敗、50奪三振、48与四球、防御率5.17の成績を残している。

### ドジャース傘下時代
2015年7月2日にロサンゼルス・ドジャースと契約を結んだ。
2016年にドミニカン・サマーリーグでデビュー予定であったが、実戦登板の機会がないまま7月15日に自由契約となった。その後は野球を辞めることも考え、スペインに帰国していた。

### フィリーズ時代
2017年6月2日にフィラデルフィア・フィリーズと契約した。この年は傘下ルーキー級のドミニカン・サマーリーグ・フィリーズで9試合に先発し、6勝1敗、防御率0.74の成績を残した。その後は傘下ルーキー級のガルフ・コーストリーグ・フィリーズでプレー。2試合（内1先発）に登板し、13奪三振、自責点は1だった。その後傘下A-級ウィリアムズポート・クロスカッターズで4試合に先発して、1勝0敗、23奪三振、防御率3.00の成績を残した。
2018年は、傘下A級レイクウッド・ブルークロウズで2試合に先発して、5勝1敗、81奪三振、防御率1.33の成績を残し、傘下A+級クリアウォーター・スレッシャーズに昇格した。11試合に登板（うち10先発）して6勝2敗、防御率2.91という成績だった。また、この年はオールスター・フューチャーズゲームにも選出された。
2019年は、傘下AA級レディング・ファイティン・フィルズで10試合に先発して、3勝2敗、防御率3.15の成績を残し、傘下AAA級リーハイバレー・アイアンピッグスに昇格した。リーハイバレーでは14試合に先発して、2勝4敗、防御率5.50という成績だった。
2020年は、スプリングトレーニングに招待選手として参加することになった。 7月23日にメジャー契約を結び、7月24日のマイアミ・マーリンズ戦でメジャーデビューを果たした。この年は7試合に登板（うち1先発）して0勝1敗、防御率6.52という成績だった。
2021年は、4月に1試合に登板したのみでAAA級に降格。5月23日にDFAとなり、5月28日にマイナー契約で再契約した。その後もAAA級リーハイバレーで登板を続け、9月1日に再びメジャー契約を結び再昇格。その後は6試合に登板した。この年はメジャーでは7試合に登板して0勝0敗1ホールド、防御率5.63という成績だった。オフの11月5日にFAとなった。

### タイガース傘下時代
2022年3月14日にデトロイト・タイガースとマイナー契約を結んだが、AAA級トレド・マッドヘンズでわずか1試合に登板したのみで、5月27日に自由契約となった。

### メキシカンリーグ時代
2024年2月1日にリーガ・メヒカーナ・デ・ベイスボル（メキシカンリーグ）のカンペチェ・パイレーツと契約を結んだ。9試合に先発したが、1勝7敗、防御率7.05と結果を残せず、6月13日に自由契約となった。6月20日には同リーグのレオン・ブラボーズと契約したが、ここでもわずか1回の先発登板（2回1/3を4失点）で7月1日に自由契約となった。

## 詳細情報

### 年度別投手成績
| 年 度    | 球 団    | 登 板 | 先 発 | 完 投 | 完 封 | 無 四 球 | 勝 利 | 敗 戦 | セ 丨 ブ | ホ 丨 ル ド | 勝 率 | 打 者 | 投 球 回 | 被 安 打 | 被 本 塁 打 | 与 四 球 | 敬 遠 | 与 死 球 | 奪 三 振 | 暴 投 | ボ 丨 ク | 失 点 | 自 責 点 | 防 御 率 | W H I P |
| -------- | -------- | ----- | ----- | ----- | ----- | -------- | ----- | ----- | -------- | ----------- | ----- | ----- | -------- | -------- | ----------- | -------- | ----- | -------- | -------- | ----- | -------- | ----- | -------- | -------- | ------- |
| 2020     | PHI      | 7     | 1     | 0     | 0     | 0        | 0     | 1     | 0        | 0           | .000  | 46    | 9.2      | 9        | 1           | 8        | 0     | 1        | 11       | 3     | 1        | 7     | 7        | 6.52     | 1.76    |
| 2021     | PHI      | 7     | 0     | 0     | 0     | 0        | 0     | 0     | 0        | 1           | ----  | 35    | 8.0      | 10       | 2           | 3        | 0     | 0        | 7        | 2     | 1        | 6     | 5        | 5.63     | 1.63    |
| MLB：2年 | MLB：2年 | 14    | 1     | 0     | 0     | 0        | 0     | 1     | 0        | 1           | .000  | 81    | 17.2     | 19       | 3           | 11       | 0     | 1        | 18       | 5     | 2        | 13    | 12       | 6.11     | 1.70    |

- 2021年度シーズン終了時

### 背番号
- 60（2020年 - 2021年）